# Styrax
Styrax es un género de la familia Styracaceae que agrupa unas 100 especies que se encuentran en el hemisferio norte en zonas templadas y regiones tropicales de Asia y Suramérica.

## Descripción
Árboles hasta 20(-30) m, algunas veces arbustos en otras regiones. Indumento de escamas o tricomas estrellados; yemas superpuestas. Inflorescencia en racimos o panículas laterales o pseudoterminales, algunas veces de 1-2 flores, entonces generalmente laterales. Flores bisexuales (rara vez pistiladas en los Antillas o Sudamérica); hipanto corto, adnato hasta el 1/3 basal o menos de la pared del ovario; cáliz campanulado o cuculiforme; corola connata por 2 mm o más, blanca o rosada, generalmente 5 lobos en Mesoamérica (hasta 8 en S. glabrescens ); estambres 2-seriados en el botón, la serie interna ligeramente más larga, pareciendo 1-seriados en la antesis, 10 (o hasta el doble del número de lobos de la corola cuando más de 5), adnatos al tubo de la corola en la base, la parte libre de los filamentos frecuentemente connata en la base, la parte conspicua aplanada o frecuentemente el lado ventral con 2 aurículas longitudinalmente orientadas, densamente cubiertas y frecuentemente ocultas por tricomas, los más cercanos al ápice floral generalmente con brazos predominantemente orientados apicalmente; ovario ínfero (pero con apariencia de ser súpero), incompletamente 3-locular, apicalmente 1-locular por falla en la unión de los septos; estilo filiforme; placentación axilar (en Mesoamérica) o basal; óvulos 16-24 en Mesoamérica (rara vez 3-5 en otros lugares). Fruto en drupa carnosa o seca, o (rara vez en Mesoamérica) en cápsula dehiscente por medio de 3 valvas, globosa a elipsoide; pared de las drupas carnosa, irregular y toscamente rugosa en ejemplares de herbario (lisa en S. glabrescens ); semillas 1(-3), globosas a elipsoidales, lisas (en Mesoamérica) excepto por 3(-6) surcos longitudinales, pardas; embrión recto; cotiledones aplanados.
De la savia de la corteza desecada se extrae el benjuí, un aromático incienso de venta industrial.

## Taxonomía
El género fue descrito por  Carlos Linneo y publicado en Species Plantarum 1: 444. 1753.
Etimología
Styrax: nombre genérico que deriva del nombre griego clásico utilizado por Teofrasto derivado de un nombre semítico para estas plantas productoras de resina de la que se recopila el estoraque.

## Especies principales
| - Styrax agrestis – China - Styrax americanus – sudeste de EE. UU. - Styrax argenteus C.Presl - Styrax argentifolius – China - Styrax argyrophyllus – Perú - Styrax aureus Mart. - almea del Brasil, azumbar del Brasil, estoraque del Brasil. - Styrax bashanensis – China - Styrax benzoides – Tailandia, sur de China - Styrax benzoin Dryand. – Sumatra - Styrax calvescens – China - Styrax camporum Pohl - Styrax chinensis – China - Styrax chrysocarpus – China - Styrax confusus – China - Styrax crotonoides – Malasia - Styrax dasyanthus – central China - Styrax faberi – China - Styrax ferax J.F.Macbr. – Perú - Styrax ferrugineus Nees & Mart. - Styrax formosanus – China - Styrax foveolaria – Perú - Styrax fraserensis – Malasia - Styrax grandiflorus – China - Styrax grandifolia – sudeste de EE. UU. - Styrax hainanensis – sur China - Styrax hemsleyanum – China - Styrax hookeri – Himalaya - Styrax huanus – China - Styrax jaliscana – México - Styrax japonicus – Japón - Styrax limpritchii – sudoeste de China (Yunnan) - Styrax litseoides – Vietnam | - Styrax loxensis – Ecuador - Styrax macranthus – China - Styrax macrocarpus – China - Styrax martii Seub. - Styrax mathewsii – Perú - Styrax obassia – Japón, China - Styrax obtusifolius Griseb. - aceituno silvestre de Cuba - Styrax odoratissimus – China - Styrax officinalis L. – SE Europe, SW Asia - Styrax parvifolium Pohl. - Styrax perkinsiae – China - Styrax peruvianum – Perú - Styrax philadelphoides – China - Styrax platanifolius – Texas, noreste de México - Styrax pohlii A.DC. - Styrax portoricensis – Puerto Rico - Styrax redivivus – California - Styrax roseus – China - Styrax rugosus – China - Styrax schweliense – oeste de China - Styrax serrulatus – Himalaya, sudoeste de China - Styrax shiraianum – Japón - Styrax socialis – Perú - Styrax suberifolius – China - Styrax supaii – China - Styrax tafelbergensis – Surinam - Styrax tonkinensis Craib – sudeste de Asia - Styrax veitchiorum – China - Styrax vilcabambae – Perú - Styrax wilsonii – oeste de China - Styrax wuyuanensis – China - Styrax zhejiangensis – China |